# كينتا ماتسودا
كينتا ماتسودا (باليابانية: 松田 賢太) (22 أغسطس 1984 في أفوناتو في اليابان – )؛ هو لاعب كرة قدم ياباني سابق كان يلعب كلاعب وسط.

## وصلات خارجية
- كينتا ماتسودا على موقع رابطة كرة القدم اليابانية للمحترفين (اليابانية)